# 레이프 드 크레스피그니
리처드 레이프 챔피언 드 크레스피그니 (Richard Rafe Champion de Crespigny, 1936년 출생), 또는 중국어 이름 장러이푸 (중국어 정체자: 張磊夫)는 오스트레일리아의 중국학자이자, 역사가이다. 오스트레일리아 국립대학교의 아시아 태평양 대학의 겸임 교수를 맡기도 했었다. 그는 한나라의 역사, 지리, 문헌 분야 전공이며, 특히나 한나라 시대와 삼국 시대 관련 분야의 번역 및 역사 기록학을 전문적으로 다룬다.

## 가정
리처드 조프리 챔피언 드 크레스피그니, OBE (1907-1966),와 캐슬린 카벤나프 챔피언 드 크레스피그니 (1908-2013), 결혼전 성 커드모어의 아들인, 리처드 레이프 챔피언 드 크레스피그니는 1936년 아델라이드에서 태어났다. 그는 1959년 5월 19일 터너에서 크리스타 볼츠와 혼인하였다.

## 교육
드 크레스피그니는 캠브리지 대학교 (1957년 역사 학사 학위, 1961년 역사 석사 학위)와 오스트레일리아 국립 대학교 (1962년 중국학 학사 학위, 1964년 동양학 석사 학위, 1968년 극동 역사 박사 학위) 등에서 3차 교육을 받았다.
학부 및 대학원생 시절인 초창기에, 드 크레스피그니는 조프리 엘턴, 그리고 한스 비엘렌스테인, 오토 판데르스프렝컬, 팡 차오잉, 류 트쓰운옌, 예란 말름크비스트 등의 중국학자들한테 지도를 받았으며, 역사소설 '삼국지연의'를 통해 후기 한나라 역사에 관한 관심을 키웠다. 한나라의 남부 지역 개발과 삼국 시대의 오나라의 기원에 관하여 1968년에 작성된 그의 박사 학위 논문은 그의 후대 연구 성과의 많은 부분에 토대를 제공하였다.

## 출판물
드 크레스피그니의 출판물에는 'China: The Land and its People' (Melbourne, 1971), 'China This Century' (Melbourne 1975; 2nd Edition Hong Kong 1992) 등이 있으며 두 서적 모두 현대 중국에 관한 논고이다. 하지만 그의 가장 중요한 연구 업적들은 후한과 삼국 시대를 다루는 것들이다. 이 중에는 'Northern Frontier: The Policies and Strategy of the Later Han Empire' (Canberra, 1984) 및 'Emperor Huan and Emperor Ling', 'To Establish Peace' (Canberra, 1996) 등이 있으며, 후자의 두 서적은 각각 사마광의 '자치통감'의 157년부터 189년까지 (54장에서 69장)과 189년부터 220년 (59장에서 69장)까지의 연대에 관한 주석이 달린 번역 내용을 제공한다. 그는 또한 호주와 외국 국가들에서 20개 이상의 논문을 발표하였다.
1990년에 발표된 'Generals of the South'는 손씨 가문의 성장과 삼국의 성립에 관하여 다루고, 그의 다양한 범위의 번역 경험을 바탕으로 하고 있으며 그의 역사적 관심사에 대해 이야기를 전한다. 'Northern Frontier'처럼, 이 서적은 전술, 전쟁, 개인 등에 초점을 맞추고 있으며, 접근 방식은 역사 소설 '삼국지연의의 서사적 전통 방식에 상당히 기인하나 또한 2세기부터 진행되는 남중국의 인구 및 발전에 대해서 논한다. 장강 경계를 따라 있는 남중국의 군사적 방어에 관한 이 서적은 영어권에서 가능한 적벽대전 및 초기 중국의 하천 전투에 대한 최고의 논고를 다루고 있다. 또한 남북조 시대의 정치적 그리고 문화적 구분에 관한 추가적인 연구에 대한 중요한 전조를 제공한다.
2007년에 'A Biographical Dictionary of Later Han to the Three Kingdoms 23–220 AD'가 마이클 로우의 진, 전한, 신 등 기원전 221년부터 서기 24년까지를 다루는 인물 사전 (Brill 2000)의 시리즈 작으로서 브릴 추판사를 통해 출판되었다.
드 크레스피그니의 좀 더 최신 출판물에는 조조의 전기인 'Imperial Warlord'가 있으며, 이 논고는 2011년에 프랑스의 금석문·문예 아카데미에서 스타니슬라 줄리앙상을 받았다. 2016년에 브릴사는 후한에 대한 이야기체이자 분석적 구조로 쓰인 역사서 'Fire over Luoyang'를 발행하였다. 그는 크리에이티브 어셈블리의 전략 비디오 게임 '토탈 워: 삼국'의 자문 역할하기도 했다.

## 소속 및 임명
드 크레스피그니는 오스트레일리아 인문학 아카데미의 회원이다. 또한 오스트레일리아 중국학 협회의 회장이자, 오스트랄라시아 동양학 학회의 회원, 오스트레일리아 국제 관계 연구소의 부회장으로 재직하고 있으며 오스트레일리아 아시아 학회 단체, 영국 역사학회, 오스트레일리아 왕립 지리학회의 회원이다.
- 1971년: 캔버라에서 열린 제28회 동양학 국제 학회의 사무국장[13]
- 1971–72년: 케임브리지 대학교 클레어홀의 방문 연구원
- 1972년, 1984년: German Academic Exchange Service [DAAD]의 교환 방문자
- 1978년: 하와이 대학교의 아시아 학문 연구 프로그램의 객원 교수
- 1978년: 중국 문화 대학의 객원 교수
- 1983–97년: Cambridge Commonwealth Trust의 오스트레일리아 지부 명예 재무관
- 1986년: 라이덴 대학교의 중국학 연구소의 방문 연구원
- 1991년–2001년: 오스트레일리아 국립 대학교의 유니버스티 하우스 학장[14]

## 수상
드 크레스피그니는 오스트레일리아의 아시아 학회에 대한 공로로 2001년에 Centenary Medal을 수상했다.

## 참고 문헌
- de Crespigny, Rafe, "Kathleen Cudmore: a Memoir", Anne's Family History, 1 January 2017.
- de Crespigny, Rafe, Champions from Normandy: An Essay on the Early History of the Champion de Crespigny family 1350-1800 AD, Anne Young, (Ballarat West), 2017.